# Liste des musées de Nantes
Pour les articles homonymes, voir Liste des musées de l'imprimerie.

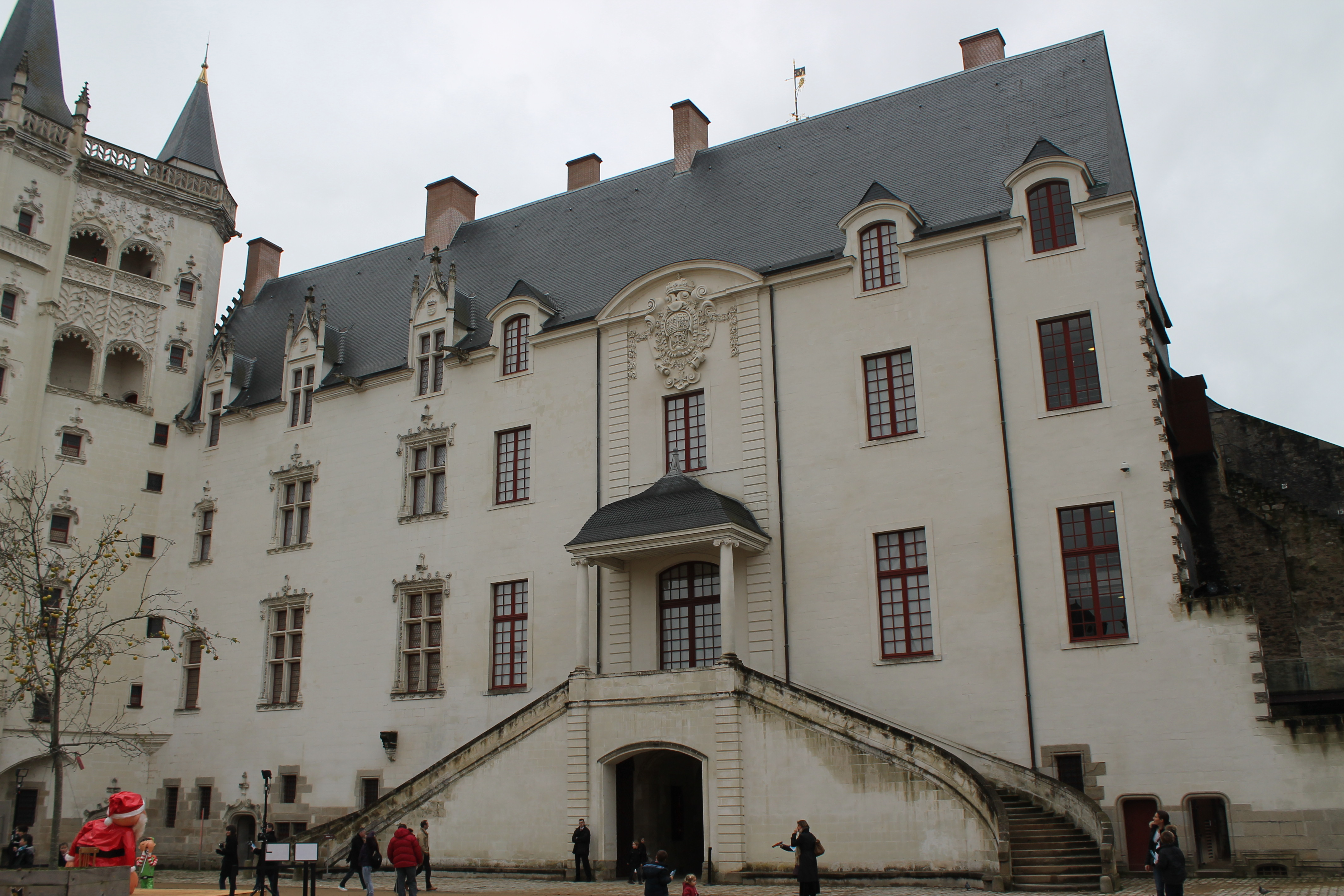
Musée d'histoire de Nantes, situé dans le château des ducs de Bretagne.

Plusieurs musées consacrés à des domaines très variés existent (ou ont existé) à Nantes, en France.

## Musées en activité

### Musée d'histoire
Le Musée d'histoire, à l'intérieur du château des ducs de Bretagne, offre au public une rétrospective des activités nantaises au fil des siècles ainsi qu'une vaste ouverture au monde contemporain : les thèmes proposés au fil de la visite montrent l'évolution de la cité antique jusqu'à la ville contemporaine en passant par la Révolution française, ou encore l'histoire du port colonial avec un fonds très important concernant la traite négrière et l'esclavage.

### Musée d'arts de Nantes

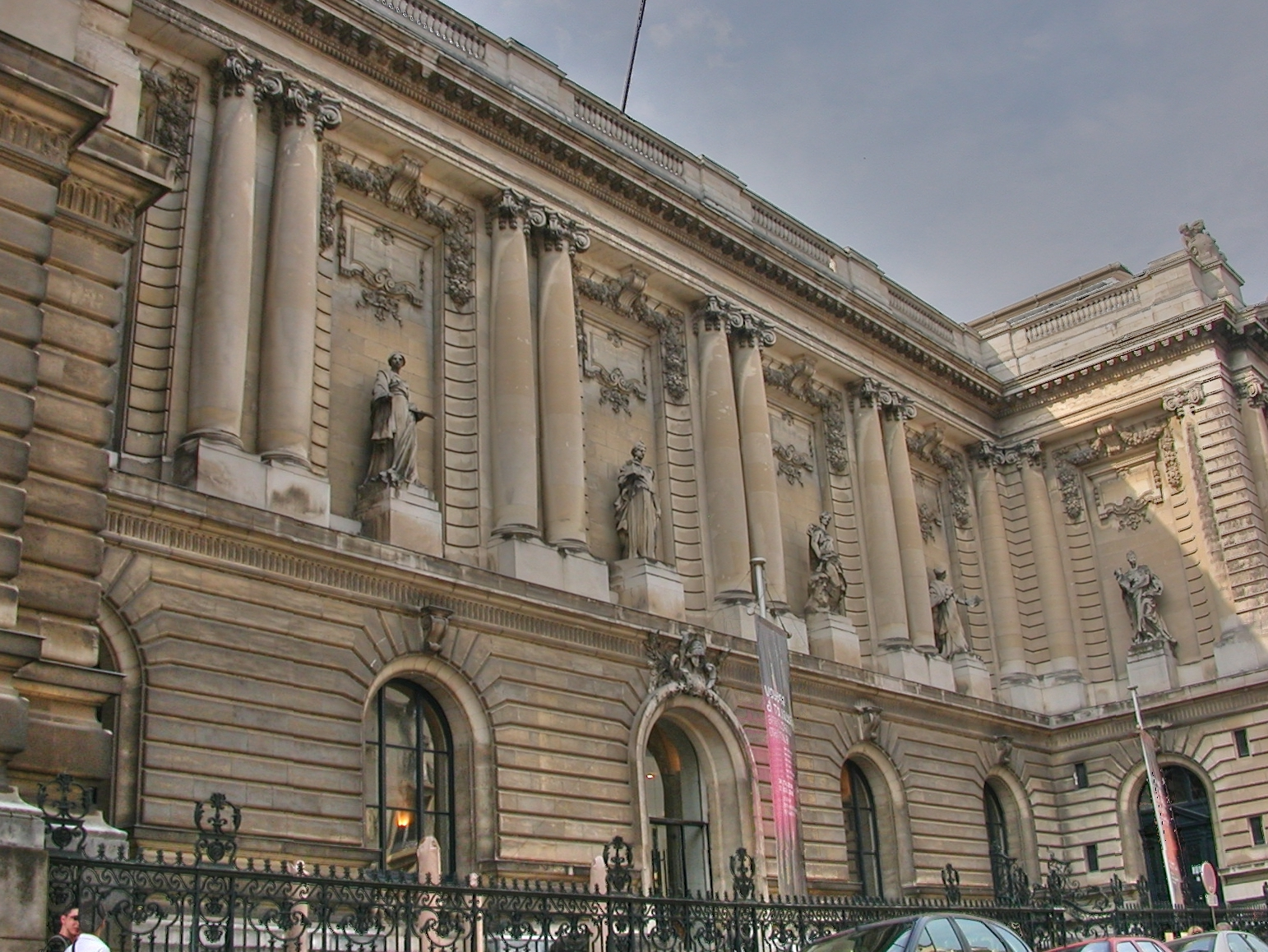
Façade du musée des beaux-arts.

Situé entre le château des ducs de Bretagne et le jardin des plantes, le Musée d'arts constitue une riche réserve artistique composée essentiellement de peintures, dont le Portrait de Madame de Senonnes par Ingres, Les Cribleuses de blé de Courbet et les trois chefs-d'œuvre de Georges de La Tour : Le Vielleur, Le Songe de saint Joseph et Le Reniement de saint Pierre. L'architecture du palais est dans la ligne des constructions officielles de la fin du XIXe siècle : son édification commence en 1893, selon des plans de l'architecte nantais Clément-Marie Josso, et l'inauguration a lieu en 1900. Le 23 juin 2017, le musée a rouvert ses portes à la suite d’importants travaux qui ont permis de répondre aux normes contemporaines de conservation et d’augmenter de 30 % la surface d’exposition. Piloté par le cabinet d’architectes britannique, Stanton Williams (en), le projet d’extension et de rénovation met en valeur trois bâtiments qui sont, par leur architecture, le reflet de leurs époques respectives : le Palais, la Chapelle de l’Oratoire et le tout nouveau « Cube ». Par une réorganisation des espaces, la volonté des architectes a été de créer un parcours muséographique et architectural cohérent, au service de l’art. Le voyage au travers des collections du musée invite le visiteur à déambuler au cœur d’une grande variété d’espaces architecturaux en suivant un parcours continu dans l’histoire de l’art, du XIIIe au XXIe siècle.

### Musée Dobrée

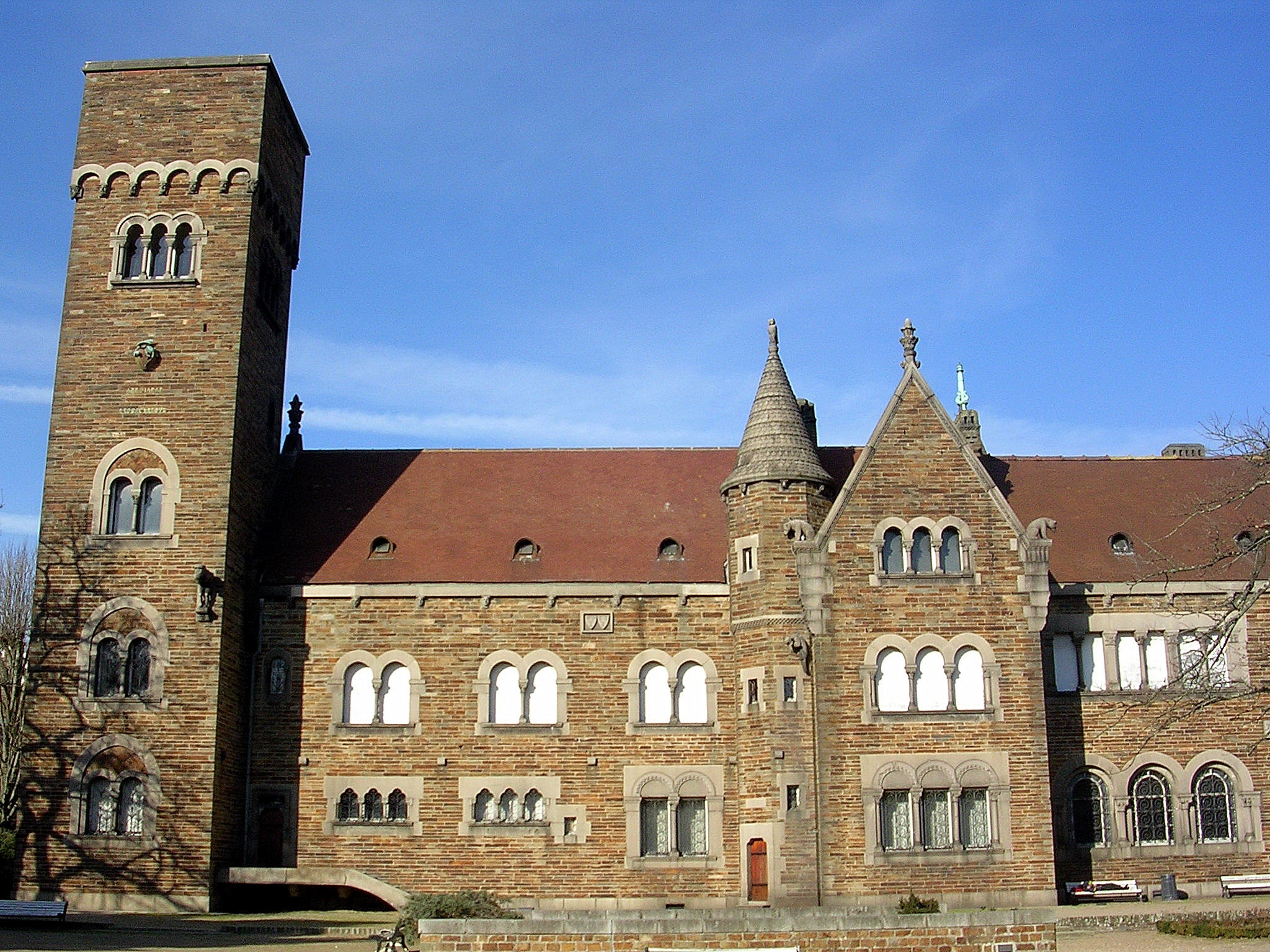
Aperçu du musée Dobrée.

Situé quartier Graslin tout près du Muséum d'histoire naturelle, le musée Dobrée abrite une riche collection d'œuvres du Moyen Âge jusqu'au XXe siècle et compte plusieurs pièces rassemblées par Thomas Dobrée (1810-1895), un collectionneur issu d'une famille de négociants et armateurs du port de Nantes. Il rassemble aussi un très large éventail d’objets archéologiques allant de l'ère glaciaire jusqu'à la période carolingienne. Parmi les pièces rares on trouve notamment le reliquaire du cœur d'Anne de Bretagne. 

### Musée Jules-Verne
Au sommet de la butte Saint-Anne, le Musée Jules-Verne est entièrement consacré à l'écrivain né à Nantes en 1828. Il retrace la vie de l'auteur et restitue au public différentes collections en rassemblant livres, manuscrits, documents, extraits des œuvres et illustrations, affiches et objets. La visite du musée présente, entre autres, une reconstitution du salon de Jules Verne qui évoque le décor de la pièce où furent reçus les journalistes venus d'Amérique, d'Angleterre, d'Allemagne ou de France pour s'entretenir avec le romancier. Le musée Jules Verne fut inauguré en 1978 à l'occasion du 150e anniversaire de la naissance de l'écrivain et rénové dans le cadre de l'année du centenaire de sa disparition en 2005.

### Muséum d'histoire naturelle

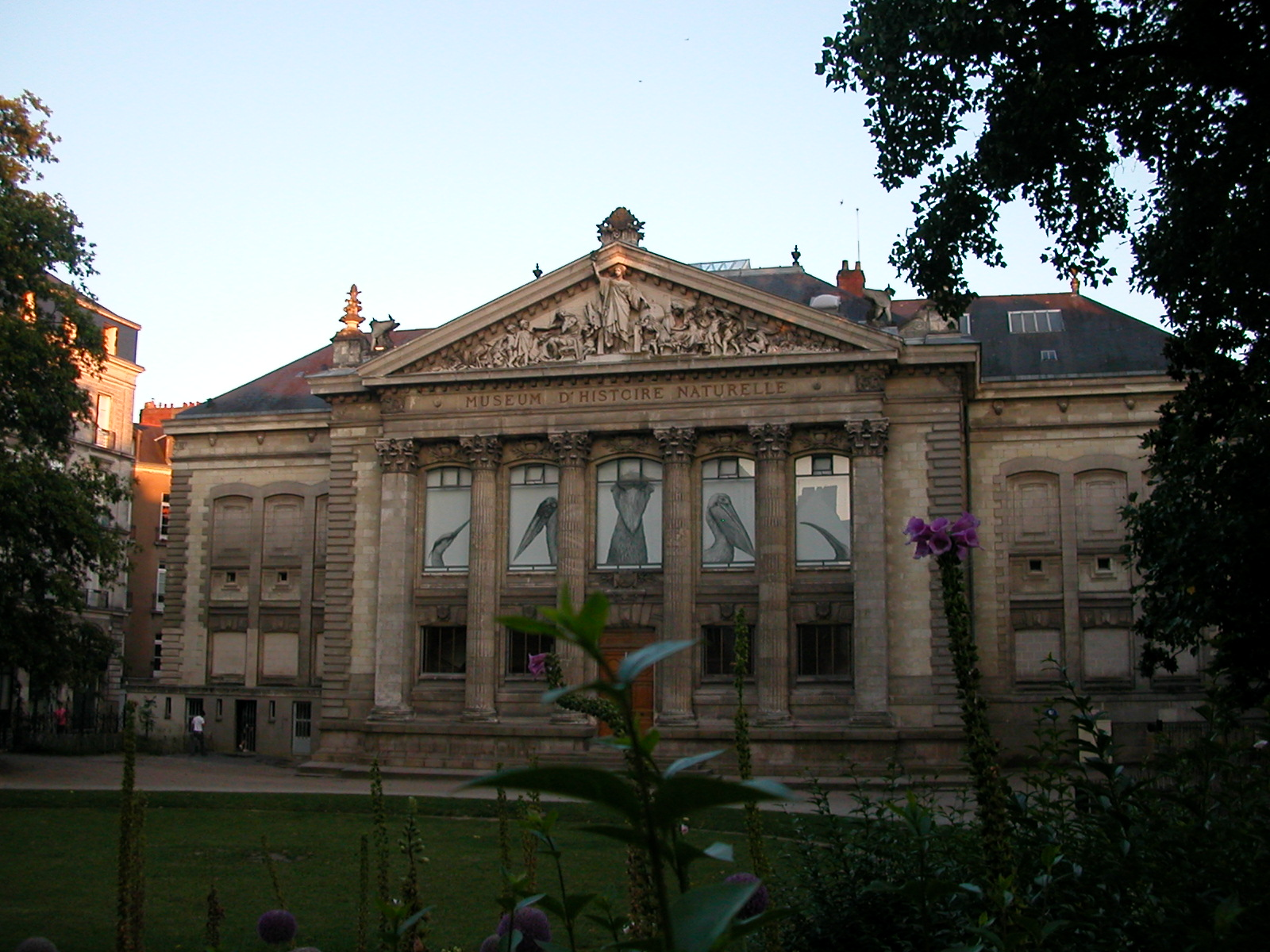
Muséum d'histoire naturelle

Le muséum d'histoire naturelle présente des collections de sciences naturelles et abrite différentes collections de zoologie générale, de faune régionale, de minéralogie ainsi qu'un vivarium présentant reptiles et batraciens de toutes origines. 
François-René Dubuisson, épicier droguiste nantais, lance la première initiative nantaise de collection sur le thème de l'approche de l'étude de la nature, dans la foulée de la création en 1793 du Muséum d’histoire naturelle de Paris à partir du Jardin du Roi. Les collections sont achetées par le département en 1802 puis par la Ville de Nantes en 1806, qui les installe dans l'ancienne école de chirurgie de Saint-Côme (rue Saint-Léonard). Le bâtiment actuel fut inauguré en 1875 dans l'ancien Hôtel de la Monnaie.

### Planétarium

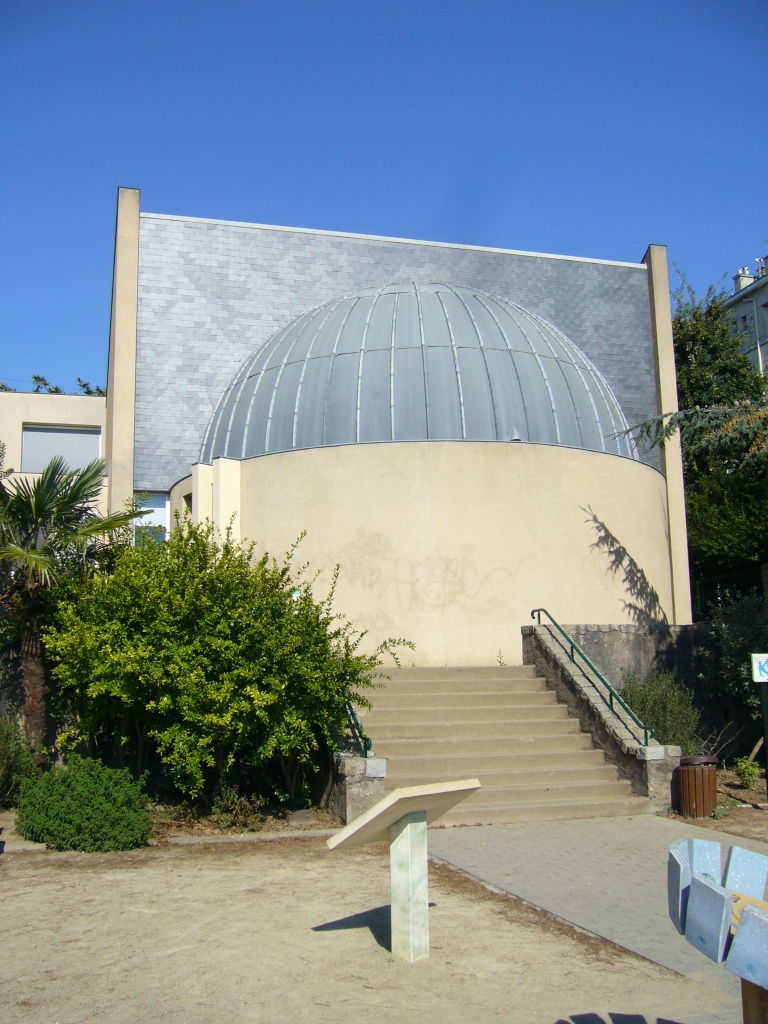
Planétarium de Nantes

Dans le domaine de l’astronomie, le planétarium, ouvert en 1980 sur la butte Sainte-Anne, propose sous un dôme de huit mètres de diamètre, des projections représentant le système solaire et les différentes constellations. Il est également équipé d'un planétaire numérique de dernière génération. Le planétarium de Nantes est ouvert depuis 1980.

### Musée de l'Imprimerie
C'est après le règne de François II duc de Bretagne que le premier imprimeur de Nantes, Étienne Larcher, publie en 1493 Les Lunettes des Princes, première impression réalisée dans la ville.
Fondé en 1986, par Sylvain Chiffoleau, maître-imprimeur et Robert Colombeau, compositeur-typographe, ce musée a bénéficié de l'appui des municipalités d'Alain Chénard, Michel Chauty et Jean-Marc Ayrault pour réunir en un même lieu l'équipement permettant de fabriquer un livre en employant les anciens procédés. Il est actuellement situé 24, quai de la Fosse, dans les locaux de la médiathèque Jacques-Demy.

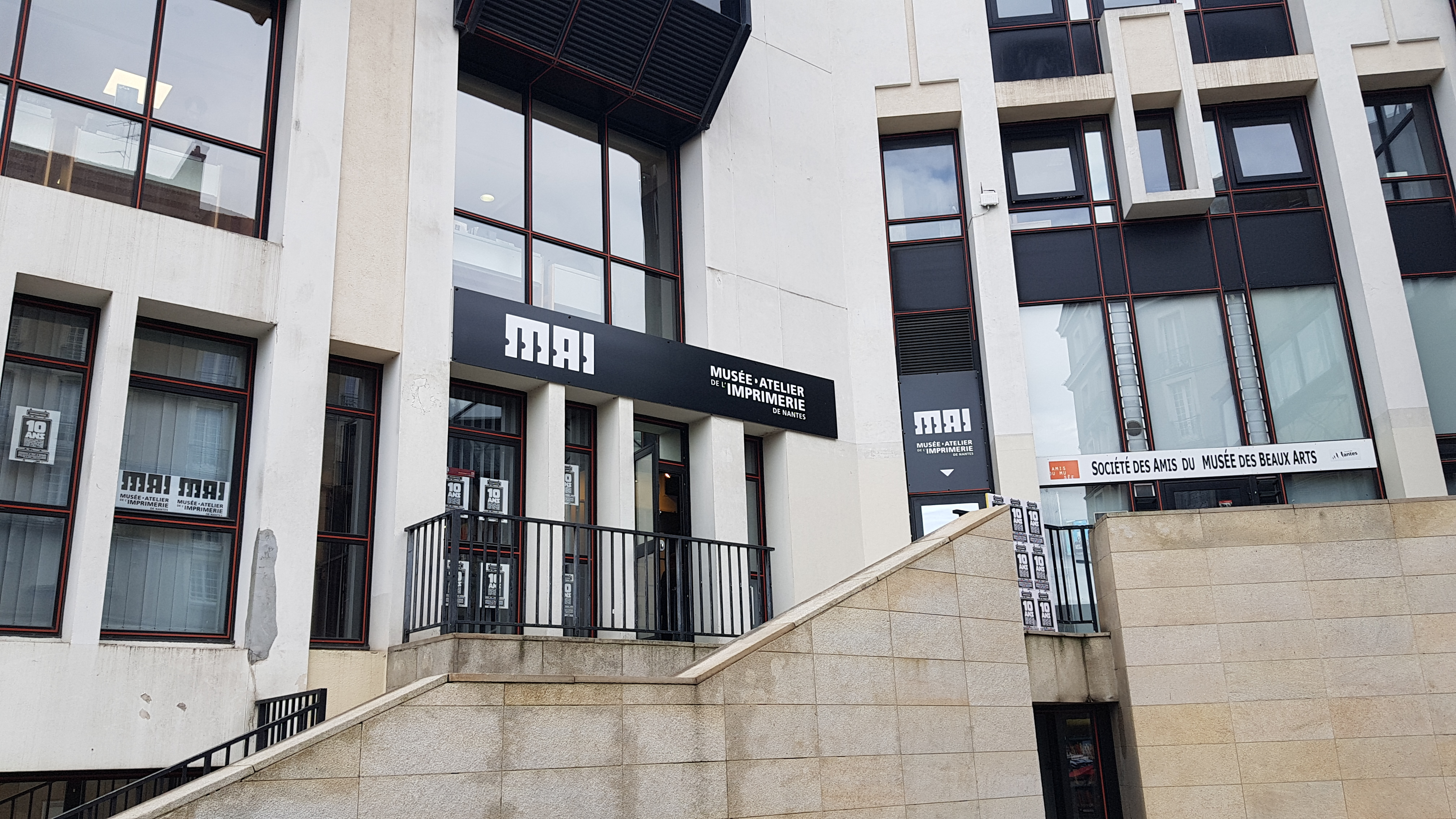
entrée du Musée de l'imprimerie de Nantes

Le musée de l'Imprimerie expose les différentes techniques de composition manuelle ou mécanique ; des presses typographiques, des presses à bras, des presses à platine ou des presses à cylindre ; la gravure taille douce et la lithographie ; poinçons, matrices et machines à fondre pour la fabrication des caractères, caractères et rangs pour la composition manuelle typographique ; composeuses-fondeuses linotype et typographe, etc.,.

### Musée naval du Maillé-Brézé
Témoignage du passé maritime de Nantes, le musée naval du Maillé-Brézé a pour cadre un escorteur d'escadre mis en service en 1957 et désarmé en 1988. Trois bâtiments de ce type (le Cassard, le Tartu et le Guepratte) ont été construits dans les chantiers navals de Nantes.

### Mémorial de l'abolition de l'esclavage
Le premier mémorial de l’abolition de l'esclavage d’Europe a été inauguré en mars 2012 le long du quai de la Fosse, entre le pont Anne-de-Bretagne et la passerelle Victor-Schœlcher.

### Musée des Compagnons du devoir

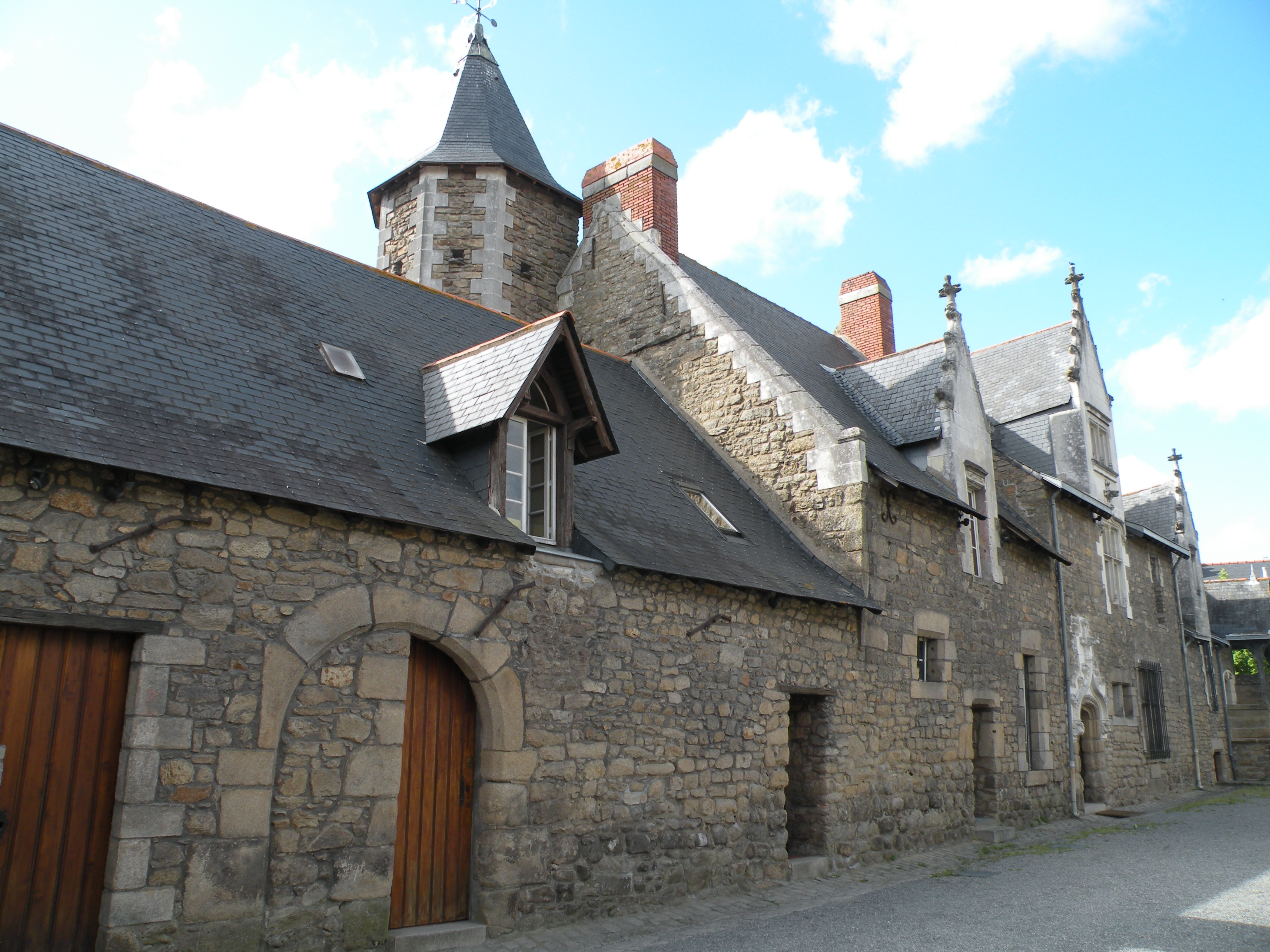
Le manoir de la Hautière qui abrite le Musée Compagnonnique de Nantes

Installée au Manoir de la Hautière, dans le quartier de Chantenay, cette bâtisse remontant au XIVe siècle est devenue la propriété des « Compagnons du Tour de France des Devoirs Réunis » après que ces derniers en ont effectué les restaurations à partir de 1968. Le manoir abrite depuis leur musée. 

### Musée des sapeurs-pompiers
Le musée des Sapeurs-pompiers est installé dans l'ancien couvent des Ursulines devenu la « caserne Gouzé », située rue Maréchal-Joffre. Étant géré par des bénévoles, il n'est ouvert que quelques jours par mois.

## Musées fermés

### Musée de la machine à coudre
Insolite, ce musée, qui se trouvait au no 33 de la rue Gambetta, entre le musée des beaux-arts et le Jardin des plantes exposait plus de cent modèles témoignant de l'histoire de la machine à coudre. Il a fermé en 2011. 

### Musée de la Poste des Pays de la Loire
Inauguré le 9 novembre 1982, ce musée est, à partir de pièces de sa collection personnelle, fondé par Armand Eve (1907-2001), ancien inspecteur central des télécommunications, et installé dans une salle de la direction régionale des Postes au 10, boulevard Auguste-Pageot, dans le quartier Hauts-Pavés - Saint-Félix. Une bibliothèque associée au musée est ouverte en 1984. Après une réorganisation des services locaux de La Poste, après être un temps déjà menacé de disparition, le musée — dont cependant certaines pièces dès cette époque partent au musée de la Poste de Paris — est réinstallé en 1995 dans les locaux de la poste principale, dans le centre-ville de Nantes, 2, place de Bretagne ; on y accède aussi par la rue Président-Édouard-Herriot. Mais finalement le musée est supprimé en 2006 et ses collections, pour l’essentiel, regroupées au musée de la Poste de Paris ou dans les réserves de celui-ci à Antony (Hauts-de-Seine).